# Torino World Affairs Institute
Il Torino World Affairs Institute (T.wai) è un think tank italiano specializzato nello studio della politica internazionale e della sicurezza umana. L’istituto si è affermato a livello internazionale in particolare per le competenze sviluppate attraverso la ricerca sul campo in Cina e nei paesi del Sud-est asiatico.
Ha sede in corso Valdocco 2, a Torino.

## Storia
Il Torino World Affairs Institute viene costituito nel capoluogo piemontese nel 2009 per iniziativa di un gruppo di politologi internazionalisti dell’Università degli Studi di Torino. L’indipendenza dell’attività di ricerca condotta dall’istituto è garantita dal sostegno di finanziatori italiani, in particolare le fondazioni di origine bancaria Compagnia di San Paolo (donor strategico) e Fondazione CRT.
T.wai collabora con le istituzioni centrali e locali: Parlamento, Ministero degli Affari Esteri e della Cooperazione Internazionale, Banca d’Italia, Centro Studi in Post-Conflict Operations dell'Esercito Italiano e Camera di Commercio di Torino. La rete di partner internazionali dell’istituto comprende lo United Nations System Staff College (UNSSC), lo European University Institute, lo Stockholm International Peace Research Institute (SIPRI), LSE IDEAS e il TOChina Hub.

### Attività e pubblicazioni
Le quattro attività chiave del Torino World Affairs Institute sono le seguenti: 1) elaborazione di programmi di ricerca policy-oriented in stretta collaborazione con il mondo accademico e istituzionale italiano; 2) cura scientifica e conduzione operativa di programmi di alta formazione in Italia e in Cina; 3) supporto al decisore politico negli ambiti della politica estera e di sicurezza; 4) sensibilizzazione della società italiana su temi di politica internazionale.
Le attività di T.wai sono sviluppate nell’ambito di tre programmi di ricerca: Global China, Asia Prospects, Violence & Security. Trasversalmente ai tre programmi di ricerca, T.wai pubblica, in lingua inglese, note di ricerca (T.note) contenenti analisi succinte sui temi di maggiore attualità tra quelli trattati dall’Istituto.

### Global China
Il programma Global China si concentra sull’evoluzione del ruolo internazionale della Cina contemporanea e, in particolare, sulle relazioni tra Cina e Italia, Cina ed Europa, e Cina e regione MENA (Middle East, Northern Africa). Attraverso Global China T.wai contribuisce all’offerta didattica della Laurea magistrale in Scienze Internazionali dell’Università di Torino.
Dal 2010 il Torino World Affairs Institute pubblica la rivista OrizzonteCina, periodico semestrale censito nell’elenco delle riviste scientifiche dall'Agenzia Nazionale di Valutazione del Sistema Universitario e della Ricerca (ANVUR).
Tra le attività formative cui concorrono i ricercatori del programma Global China si segnalano la TOChina Summer School dal 2007 e il ChinaMed Business Program dal 2013.

### Indo-Pacific
Il programma Indo-Pacific si focalizza sulle dinamiche politiche, economiche e sociali della regione dell'Indo-Pacifico, con particolare riguardo ai Paesi dell’ASEAN, l’Associazione delle Nazioni del Sud-Est asiatico. La rivista quadrimestrale RISE, dedicata alle Relazioni Internazionali e all’International Political Economy del Sud-est asiatico, è la principale pubblicazione di quest’area di ricerca. In collaborazione con il Dipartimento di Culture, Politica e Società (CPS) dell’Università di Torino, il programma cura le serie IP Business e IP Snapshot .
Indo-Pacific dà forma anche alla partnership scientifica dell’istituto con la Camera di Commercio di Torino e con il Dipartimento CPS, tramite l’effettuazione di ricerche sulle opportunità di business per le aziende italiane e il sostegno alla realizzazione dei TOASEAN business days a Torino. Promuove inoltre MyERN, il Myanmar-Europe Research Network, una rete internazionale di ricercatori dedicata allo studio del Myanmar contemporaneo.

### Violence & Security
Questo programma si colloca in scia ai più recenti sviluppi dei security studies e dei peace and conflict studies. Con l’obiettivo di una migliore comprensione del conflitto, vengono qui studiati i processi di sicurezza a livello transnazionale nelle loro ultime evoluzioni, ponendo al centro dell’analisi gli individui e le strutture sociali nelle quali essi vivono e operano. Il programma pubblica dal 2016 la rivista Human Security, la quale propone contenuti attinenti all’indirizzo tematico dell’area in forma rigorosa ma breve e accessibile.
Ogni anno viene inoltre pubblicata, in collaborazione con l’autorevole think tank svedese SIPRI, la sintesi in lingua italiana del SIPRI Yearbook. Importanti sono anche i rapporti con il Centro Studi in Post-Conflict Operations dell'Esercito Italiano e con lo United Nations System Staff College (UNSSC).
A partire dal 2012, il programma Violence & Security ha attivato la summer school Engaging Conflict, un corso avanzato di due settimane costruito per equipaggiare i partecipanti con una comprensione critica e multidisciplinare dei conflitti e della violenza contemporanei.